# Paramblymora sarasini
Paramblymora sarasini är en skalbaggsart som beskrevs av Stefan von Breuning 1961. Paramblymora sarasini ingår i släktet Paramblymora och familjen långhorningar.
Artens utbredningsområde är Sulawesi. Inga underarter finns listade i Catalogue of Life.